# Vera Krasnova
Vera Ivanovna Krasnova (ryska: Вера Ивановна Краснова), född 3 april 1950 i Omsk, är en rysk före detta skridskoåkare som tävlade för Sovjetunionen.
Krasnova blev olympisk silvermedaljör på 500 meter vid vinterspelen 1972 i Sapporo.